# Фюллеборн, Фридрих
Фридрих Фюллеборн (нем. Friedrich Fülleborn; 13 сентября 1866, Хельмно Западная Пруссия — 9 сентября 1933, Гамбург Германия) — немецкий паразитолог.

## Биография
Родился Фридрих Фюллеборн 13 сентября 1866 года в Хельмно. С 1888 по 1893 году учился в Берлинском университете на факультете медицины и естественных наук. В 1895 году получил научное звание кандидат наук. С 1901 года до конца жизни работал в институте тропических болезней в Гамбурге, при этом с 1919 года занимал две почётные должности — директора и профессора данного института.
Скончался Фридрих Фюллеборн 9 сентября 1933 года в Гамбурге.

## Научные работы
Основные научные работы посвящены экспериментальной гельминтологии.
- Изучал анкилостом, стронгилид и т.д…
- Исследовал пути миграции личинок аскарид.
- Разработал ряд методов гельминтологических исследований.
- Создал приборы, нашедшие широкое применение в практике гельминтологических исследований.

## Список использованной литературы
- Биологи. Биографический справочник.— Киев.: Наук. думка, 1984.— 816 с.: ил